# New Leipzig
New Leipzig é uma cidade localizada no estado norte-americano de Dacota do Norte, no Condado de Grant.

## Demografia
Segundo o censo norte-americano de 2000, a sua população era de 274 habitantes.
Em 2006, foi estimada uma população de 240, um decréscimo de 34 (-12.4%).

## Geografia
De acordo com o United States Census Bureau tem uma área de
2,3 km², dos quais 2,3 km² cobertos por terra e 0,0 km² cobertos por água.

## Localidades na vizinhança
O diagrama seguinte representa as localidades num raio de 36 km ao redor de New Leipzig.